# José Rafael Díez Cuquerella
José Rafael Díez Cuquerella (Xàtiva, 1944) és un advocat, fiscal i polític valencià, militant del Partit Popular, president de la Diputació Provincial de València el 1999 i diputat a les Corts Valencianes en la V Legislatura. Actualment és conseller del Consell Jurídic Consultiu.

## Biografia
José Díez començà a la política el 1979 com a candidat municipal i regidor de l'UCD a Xàtiva. Posteriorment,
junt amb Alfonso Rus Terol el 1987, es presentà a les eleccions locals de Xàtiva (la Costera) a les llistes del CDS. Després del triomf de Rus el 1995 i ja sota les sigles del PP, Díez és nomenat primer tinent d'alcalde i vicepresident de la Diputació de València, aleshores presidida per Manuel Tarancón, substituint-lo el 1999 després que aquest fos nomenat conseller de la Generalitat Valenciana.
Díez ocuparia també la presidència provincial del PP i fou triat Diputat a les Corts Valencianes per València a les eleccions de 1999. Acabada la legislatura el 2003, abandonà tots els càrrecs per ser nomenat conseller del Consell Jurídic Consultiu.